# Kyle Katarn
Kyle Katarn – postać ze świata Gwiezdnych wojen. Z początku był żołnierzem sił Imperium, następnie najemnikiem, agentem Sojuszu Rebeliantów, a w końcu – Rycerzem Jedi. Jest głównym bohaterem większości gier z serii Star Wars: Jedi Knight.